# 阿尤布·卡比
阿尤布·卡比（阿拉伯语：أيوب الكعبي，1993年6月25日—），是一名摩洛哥足球運動員，現效力希臘足球超級聯賽球隊奧林匹亞科斯，摩洛哥國家足球隊成員。

## 榮譽
RSB拜爾坎
- 摩洛哥盃冠軍 : 2018

韋達卡薩布蘭卡
- 摩洛哥足球甲級聯賽冠軍 : 2020–21

奧林匹亞科斯
- 歐協聯冠軍 : 2023–24

摩洛哥國家隊
- 非洲國家錦標賽冠軍 : 2018、2020[3]

## 外部連結
- Soccerway資料庫：阿尤布·卡比